# Marshall McLuhan
Herbert Marshall McLuhan (Edmonton, Canadà, 21 de juliol de 1911 - Toronto, Canadà, 31 de desembre de 1980) va ser professor de literatura anglesa, crític literari, filòsof, i va ser fundador dels estudis sobre els mitjans de comunicació, sent l'autor més reconegut sobre el determinisme tecnològic, influït amb Harold A. Innis, que enfoca els canvis de les civilitzacions des del punt de vista dels mitjans.
McLuhan és el personatge que ha tingut més influència dintre del que es coneix com a Escola de Toronto. Aquesta escola té una llarga tradició d'investigadors dins de l'estudi dels efectes socials de les tecnologies en la comunicació. Des dels seus inicis, amb Harold A. Innis, fins a l'actualitat amb Derrick de Kerckhove.

## Biografia
Marshall McLuhan és fill d'Elsie Naomi, professora d'una escola baptista i més tard actriu, i Herbert Ernst, propietari d'un petit negoci en el sector immobiliari, i que va participar durant un any a la Primera Guerra Mundial. En 1915 la família de McLuhan, es traslladarà a Winnipeg, el centre administratiu de la província de Manitoba (Canadà). Aquí va estudiar en la Universitat de Manitoba, on es va llicenciar en Lletres i hi va cursar el màster de Llengua Anglesa. Amb 31 anys es va doctorar en la Universitat de Cambridge, amb una tesi que analitza l'obra de Thomas Nashe. Aquí fou deixeble d'I.A. Richards i F.R. Leavis, que el van influenciar vers el New Criticism. Entre 1936 i 1937 va ser professor adjunt a la Universitat de Wisconsin.
El 30 de març de 1937, McLuhan va culminar la conversió a la fe catòlica, després d'un llarg procés. A continuació va ensenyar en instituts superiors catòlics. Des de 1937 fins a 1944 va ensenyar anglès en la Universitat de Saint Louis, on es va fer amic de Walter J. Ong (1912-2003), qui després va realitzar un doctorat sobre un tema el qual a McLuhan li va cridar l'atenció, i qui, més tard, seria conegut a la vegada com una autoritat de les comunicacions i la tecnologia.
El 4 d'agost de 1939, McLuhan va contraure matrimoni amb Corinne Lewis en Fort Worth, Texas, i van estar durant 1939-40 en la Universitat de Cambridge, on ell va continuar treballant en el seu doctorat, que tractava sobre Thomas Nashe i les arts verbals. Des de 1944 fins a 1946, McLuhan va ensenyar en el Col·legi Assumption en Windsor, Ontario. Des de 1946 fins a 1979 va ensenyar en St. Michael's College, en la Universitat de Toronto, on Hugh Kenner va ser un dels seus estudiants. McLuhan també va ensenyar en la Universitat de Fordham un any (1967-68), quan el seu fill Eric McLuhan va fer el conegut Experiment Fordham.
També entre els anys 1953 i 1955, va ser cap de seminaris sobre la cultura i la comunicació amb el suport de la Fundació Ford. En 1964 va esdevenir membre de la Societat Reial del Canadà i en 1970, cavaller de l'Orde del Canadà. A més a més, va ser nomenat assessor de la Comissió de Relacions Públiques del Vaticà l'any 1975.
Un total de nou universitats li van concedir doctorats honoris causa: University of Windsor (1965), Assumption University (1966), University of Manitoba (1967), Simon Fraser University (1967), Grinnell University (1967), St. John Fisher College (1969), University of Alberta (1971), University of Western Ontario (1972) i University of Toronto (1977).

## Pensament

### El mitjà és el missatge
El mitjà és el missatge, és una frase de Marshall McLuhan, que significa que la forma d'un mitjà encaixa en el missatge; es dona una relació simbiòtica entre el mitjà, que influeix, i el missatge, que es percep. És a dir, que és més importat el mitjà de transmissió que el mateix contingut del missatge. Com per exemple, podem dir que no és el mateix un missatge transmès per la premsa, la ràdio o a la televisió, no pas perquè sigui diferent en contingut, sinó que cadascun, segon McLuhan, veiem els mitjans de manera diferent.

La frase va ser introduïda per McLuhan en el seu llibre Understanding Media: The Extensions of Man (Comprendre els mitjans de comunicació: Les extensions de l'ésser humà), publicat el 1964, però més tard va escriure'n un en concret amb aquest títol El mitjà és el missatge, en el que podem veure com desenvolupa aquest concepte amb definicions com la següent posant èmfasi en la influència dels mitjans en la forma d'una societat i cultura:
Les societats sempre han estat moldejades més per la índole dels mitjans amb els que es comuniquen les persones que per el contingut mateix de la comunicació. L'alfabet, per exemple, és una tecnologia que l'infant molt petit absorbeix d'un mode totalment inconscient, per osmosi, diguem-ne. Les paraules i el significat de les paraules predisposen l'infant a pensar i a actuar automàticament d'una certa forma. L'alfabet i la tecnologia de la impressió han promogut i estimulat un procés de fragmentació, un procés d'especialització i de separació. La tecnologia elèctrica promou i estimula l'unificació i l'embolcallament. És impossible compendre els canvis socials i culturals si no es coneix el funcionament dels mitjans.
D'acord amb McLuhan, el centre d'estudi del mitjà, es troba en el mateix mitjà i no en el contingut que transmet. El mitjà afecta la societat en la qual té un paper, no només pel seu contingut, sinó també per les seves característiques. És a dir, és el mitjà de comunicació mateix el que modifica el contingut i provoca determinats efectes sobre les característiques del món percebut.

### La història de la civilització
Segons McLuhan, hi ha tres fases a la història de la civilització:
1. L'estadi tribal. És un període de cultura preliterària amb les formes orals de comunicació, basats en els principis de la vida comunitària, la percepció i la comprensió del món, que no està associat amb cap fenomen que ell ja considera tecnològic: la comunicació verbal. Per McLuhan la tecnologia és la creació d'un mitjà que no es posseeix quan naixem, així que no es refereix a la llengua com una combinació de fonemes, sinó que es refereix a les llengües que compten amb sèries de sons que s'associen a objectes.
2. L'estadi de destribalització. En aquest segon estadi, s'inicia amb el moment clau de l'escriptura fins a la creació de la impremta, aquest primer mitjà, és capaç de recollir, conservar i transmetre les experiències humanes. L'abstracció, la separació i distància dels símbols respecte dels objectes va portar a la civilització a un estat més racional i funcional, on naixen els conceptes d'útil i beneficiós. L'exigència de racionalització que determina l'escriptura produeix un desenvolupament especial de la vista, perquè requereix una organització sistemàtica i visual del coneixement. És en aquest estat, és on McLuhan veurà la dissolució de la família i el clan, fins a arribar a societats més obertes, que serà una conseqüència de l'alfabetització, ja que aquesta fa possible l'homogeneïtzació entre les cultures, la uniformitat dels individus davant les lleis escrites i sobretot, la revolució que l'escriptura va generar en el pensament grec, que va suposar el pas d'un estat "salvatge", a un estat de filosofia i ciència. El concepte de destribalització no és nou, ja que la divisió que suposa l'escriptura és compartida pel sociòleg Max Weber o per Northrop Frye.
3. L'estadi de retribalització. Suposa una tornada i està marcada per l'aparició dels mitjans tecnològics en l'àmbit de la comunicació. Els mitjans electrònics redescobreixen les facultats eclipsades per la cultura quirogràfica i impresa. La ràdio, com a extensió de l'oïda, i la TV, com a extensió del tacte, tenen la capacitat de trencar els equilibris naturals per a restituir a l'individu la totalitat de les seves sensacions. D'una banda, recreen el contacte oral immediat que va ser típic de la vida arcaica comunitària i tribal. D'altra banda, derroquen les barreres estatals derivades al seu torn dels efectes de l'escriptura i donen cos als projectes de mundialització de la cultura.

### El veïnatge tribal
És probable que la parla s'iniciés fa uns trenta mil anys, però la comunicació escrita només té quatre mil anys de vida. El veïnatge tribal que descriu McLuhan és, doncs, un veïnatge analfabet i la seva duració a la terra hauria estat d'uns 26.000 anys.
Durant tot aquest temps l'ésser humà comença a evolucionar, les innovacions tecnològiques com el foc, els metalls, mitjans de transport, armes i moltes altres; unides a l'aprenentatge dels secrets de l'agricultura i la ramaderia va provocar que els nostres avantpassats es transformés en un ésser sedentari.
Van aparèixer els primers assentaments estables i es van desenvolupar recursos defensius, això va començar a formar les primeres ciutats i, més tard, les civilitzacions amb tot el que impliquen; creació de classes, jerarquia, estructura administrativa, etc.
El veïnatge tribal es caracteritza principalment perquè el medi oral és l'únic medi del qual disposava l'home i aquest recurs estimulava l'oïda abans que la vista. Aquest fet té com a conseqüència la integració de l'individu a un grup de pertinença. Ja que l'única forma de transmetre coneixement i experiències és fent-ho a través d'aquest sentit, ja que no hi havia cap altre mètode per poder divulgar-les.

### La Galàxia Gutenberg o el veïnatge universal
A principis de 1960, McLuhan va escriure que la cultura visual individualista de la impressió aviat seria portada a la fi pel que va anomenar la “interdependència electrònica”:
Quan els mitjans electrònics reemplacin a la cultura visual amb la cultura auditiva/oral. En aquesta nova era, la humanitat es mourà des de l'individualisme i la fragmentació a una identitat col·lectiva amb una “base tribal”.
Encunyació de McLuhan per a aquesta nova organització social que és el veïnatge universal.

La clau per a l'argument de McLuhan és la idea que la tecnologia no té per si moral doblegada, és una eina que dona profundament formes d'una persona i, per extensió, l'autoconcepció d'una societat i realització:
No és evident que sempre hi ha prou problemes morals sense també prendre una posició moral per motius tecnològics? […] La impressió és la fase extrema de la cultura de l'alfabet que detribalitzès o descol·lectivizès l'home en la primera instància. Imprimir planteja les característiques visuals de l'alfabet a major intensitat de la definició. Així la impressió porta el poder d'individuació de l'alfabet fonètic molt més enllà del que la cultura del manuscrit mai podria fer. La impressió és la tecnologia de l'individualisme. Si els homes van decidir modificar aquesta tecnologia visual per una tecnologia elèctrica, l'individualisme també es modificaria. Per aixecar una queixa moral sobre això és com maleir a una serra circular per la tallada dels dits. "Però", algú diu, "no sabíem que anava a succeir." No obstant això, fins i tot l'anarquia no és una qüestió moral. És un problema, però no és un problema moral; i que seria bo per eliminar algunes de les boires morals que envolten les nostres tecnologies. Seria bo per a la moral. 

### La Galàxia Marconi o el veïnatge còsmic
Per McLuhan el cicle històric entre el medi-missatge i l'home-usuari, conclou en l'actual Galàxia Marconi, amb les innovacions tecnològiques que inclou aquesta etapa.
Per poder separar aquestes innovacions cal diferenciar tres ordres diferents d'innovacions tecnològiques:
1. Un ordre elèctric: el telègraf i el telèfon, mitjans que van reduir l'espai psicosocial entre les persones faciliten la seva interacció.
2. Un ordre electrònic: dispositius que utilitzen essencialment vàlvules.
3. Tecnologies recents: aquestes tecnologies envaeixen totes les tècniques convencionals de comunicació, fent fluir la comunicació i la informació de forma integrada i universal. Associa tots els aspectes de la comunicació humana, des de l'administració pública, fins a serveis socials, entreteniment, salut o educació.

### Tètrada dels mitjans socials
En Laws of Media (1988), publicat pòstumament pel seu fill Eric, McLuhan va resumir les seves idees sobre els mitjans en una tètrada. La tètrada és un mitjà per examinar els efectes sobre la societat de qualsevol tecnologia (és a dir, qualsevol mitjà) dividint els seus efectes en quatre categories i mostrant-los simultàniament. McLuhan va dissenyar la tètrada com una eina pedagògica, formulant les seves lleis com a preguntes amb les quals considerar qualsevol mitjà:
- Què amplifica el mitjà?
- Què fa obsolet el mitjà?
- Què recupera el mitjà que havia quedat obsolet abans?
- En què es converteix el mitjà quan s'empeny fins al seu límit?

Les lleis de la tètrada existeixen de manera simultània i permeten qüestionar-se la “gramàtica i la sintaxi” de la “llengua dels mitjans”. McLuhan s'allunya del seu mentor Harold Innis en suggerir que un mitjà “s'escalfa” o es reverteix en una forma oposada, quan es porta al seu extrem.
Visualment, una tètrada es pot representar com quatre diamants formant una X, amb el nom d'un mitjà al centre. Els dos diamants de l'esquerra d'una tètrada són les qualitats d'extensió i recuperació del mitjà. Els dos diamants a la dreta d'una tètrada són les qualitats d'obsolescència i reversió.
Usant l'exemple de la ràdio: ⁣
- Intensificació: Allò que el medi amplifica o intensifica. La ràdio amplifica les notícies i la música a través del so.
- Obsolescència: Allò a què el mitjà resta protagonisme. La ràdio redueix la importància de la impressió i la visió.
- Recuperació: Què recupera el mitjà que anteriorment s'havia perdut. La ràdio torna al primer pla la paraula parlada.
- Reversió: què fa el mitjà quan s'empeny fins als seus límits. La ràdio acústica es converteix en televisió audiovisual.

## Obres

### Mechanical bride: folklore of industrial man(1951)
Va ser la primera obra de McLuhan publicada l'any 1951. L'obra està formada per assajos curts que no segueixen un ordre. Cada assaig és l'anàlisi d'un producte, una notícia o una peça publicitària. Analitza tant la part estètica, la imatge i el text, com el simbolisme, la implicació i la influència que té aquesta peça al públic i societat a qui va dirigit. Alguns exemples d'anuncis analitzats són peces publicitàries de ràdios, revistes o moda.
Mechanical bride (La xicota mecànica) va ser un dels assajos del llibre que va donar-li el títol a l'obra. Aquest capítol parla de la relació en la publicitat que hi ha entre el sexe i la tecnologia. La relació entre la publicitat de mitges, la indústria tèxtil, la demanda de les dones i les seves necessitats, fent-se la pregunta; “Poden les dones mantenir el ritme de la indústria tèxtil?”.

### The Gutenberg galaxy: the making of typographic man(1962)
El llibre La galàxia de Gutenberg (traduït al català el 1973 per Francesc Parcerisas) és un estudi pioner en el camp de la cultura oral, la cultura de la impremta, els estudis culturals i l'ecologia dels mitjans, i va fer molt famós McLuhan entre la comunitat científica de l'època. Es tracta d'un llibre que dona resposta a com la tecnologia de comunicació (principalment l'escriptura, la impressió i els mitjans electrònics) afecten l'organització dels processos cognitius en la societat i que al seu torn té conseqüències en l'organització social. Aquest treball ha de ser vist com una continuació dels estudis de Harold Innis, que, segons Marshall McLuhan va ser la primera persona a descobrir el procés de canvi que va unit a l'aparició de la comunicació de masses.
Es defensa la comparació del període estudiat amb una galàxia, ja que segons ell aquest terme defineix a la perfecció com es relacionen un conjunt de factors (com l'aparició de l'escriptura o de la impremta) amb les relacions socials i les formes de comunicació simultànies que a priori no tenen una relació directa.
Aquest període comprèn els quasi quatre segles que van des de la difusió de la impremta en l'Europa de la modernitat fins a les primeres dècades del segle xix, quan el telègraf canviaria per sempre la història de la comunicació humana.
McLuhan els divideix en:
1. Agrícola
2. Mecànica
3. Elèctrica (Mass Media)
4. Tecnològica (etapa de major rellevància en la seva investigació. Encara perviu el Programa McLuhan en la Cultura i Tecnologia de la Universitat de Toronto, centrat en l'estudi de la influència de les noves tecnologies en el canvi social).

En el món occidental, només una tercera part de la història ha estat tipogràfica, encara que, per cert, la relació entre aquesta etapa i l'anterior és interdependent. Per a McLuhan, la 'civilització' és equiparable a 'la cultura de l'escriptura', cultura que, segons la seva opinió, competirà amb la cultura electrònica. Observarà, a més, que mentre que l'escriptura manuscrita destacava la insignificança i la malaptesa de la irritació especialitzada pròpies del signe visual, en la pàgina impresa, predominarà la linealitat i la repetibilitat.

#### Els tipus mòbils
Segons McLuhan, la invenció dels tipus mòbils va accelerar, intensificar i permetre canvis culturals i cognitius que ja havien tingut lloc des de la invenció i l'aplicació de l'alfabet, o com per McLuhan significa: ortografia fonètica. La cultura impresa va marcar l'inici de la impremta de Gutenberg i va comportar el predomini cultural del visual sobre l'auditiu/oral. Citant una observació de la naturalesa de la paraula impresa de, McLuhan comenta:
En aquest paisatge [Ivis] no només senyala inculcar del lineal, hàbits seqüencials, però, encara més important, senyala l'homogeneïtzació visual de l'experiència de la cultura impresa i la relegació de complexitat sensorial auditiva i una altra complexitat sensorial a un segon pla.[....] La tecnologia i els efectes socials de la tipografia ens inclinen a abstenir-se d'assenyalar interacció i, per dir-ho així, la casualitat “formal”, tant en la nostra vida interior i exterior. Imprimir existeix en virtut de la separació de les funcions d'estàtica i fomenta una mentalitat que es resisteix a qualsevol forma gradual, però una perspectiva separatista i compartimentar o especialitzar. 
El concepte principal de l'argument de McLuhan (posteriorment elaborat sobre en el mitjà és el missatge) és que les noves tecnologies (com alfabets, premses d'impressió i, fins i tot, la parla) exerceixen un efecte gravitacional sobre la cognició, que alhora afecta l'organització social: La tecnologia d'impressió canvia els nostres hàbits de percepció ("homogeneïtzació visual de l'experiència"), que a la vegada afecta les interaccions socials D'acord amb McLuhan, l'adveniment de la tecnologia de la impremta va fer possible i va contribuir a la majoria de les tendències més destacades en el període modern del món occidental: l'individualisme, la democràcia, el protestantisme, el capitalisme i el nacionalisme. Per a McLuhan, totes aquestes tendències es reflecteixen amb el principi de la tecnologia d'impressió de "segmentació d'accions i funcions i el principi de la quantificació visual."

#### Etapes de desenvolupament d'una civilització de McLuhan
- Una etapa de cultura preliterària amb les formes orals de comunicació basades en els principis de la vida comunitària, la percepció i la comprensió del món.
- Una etapa de cultura escrita culminant en la “Galàxia de Gutenberg”, l'era de l'individualisme, el nacionalisme i les revolucions industrials.
- Una etapa moderna ("e-societat", “global village, donada pels mitjans electrònics de comunicació (Infocomm) percepció multidimensional del món segons el tipus de percepció de l'espai acústic.

### Understanding media: the extensions of man(1964)
Understanding media va ser escrita el 1964, i s'hi manifesta que els mitjans de comunicació són extensions de l'ésser humà, que són d'ajuda per estendre els nostres sentits de la seva funció natural.
McLuhan intenta comprendre i fa una relació de les civilitzacions a través de les tecnologies. Distingeix tres eres civilitzadores:
1. L'era prealfabètica o societat oral dominada per l'oïda.
2. L'era alfabètica o societat escrita, dominada per la vista.
3. L'era electrònica o el “poblat” (aldea) global on abunden els mitjans electrònics.

També fa referència en un estudi de les teories de la comunicació que els mitjans de comunicació s'han d'estudiar pel contingut que dona i per les característiques del mitjà. Aquest mitjà afectarà l'individu i la mateixa societat.

#### Mitjans “freds” i “calents”
En la seva obra Comprendre els mitjans de comunicació, McLuhan feia una distinció dels mitjans segons el grau de participació en l'hora de consumir un missatge. Parla de dos tipus de mitjans, els mitjans freds i els càlids. Els mitjans càlids són aquells que demanen poca participació per part de l'espectador, per exemple el cinema només demana l'ús d'un sol sentit, la vista, mentre que un mitjà fred com podria ser un còmic demana de l'espectador un nivell de participació més alt, per tal de comprendre’l. Entre els mitjans càlids hi podem trobar la fotografia, la ràdio, el cinema o la lectura entre d'altres i alguns exemples de mitjans freds podrien ser els dibuixos animats, el telèfon, els còmics o la televisió.
Encara que no hem de tenir aquests conceptes com a inamovibles, ja que estan designats a partir de l'experiència i la utilització de l'espectador i aquests elements són variables, no s'han de prendre literalment, sinó que són dues maneres d'identificar un mitjà en un context concret, tenint en compte elements com la societat en la qual existeix el medi, l'atenció i interès de l'espectador i altres coses que poden variar l'ús del mitjà. Tal com diu a la seva obra Comprendre els mitjans de comunicació, “Tothom experimenta més coses de les que entén…”. I fins i tot dintre de les “llistes” de mitjans considerats d'un tipus com poden ser la lectura i la televisió, tenen diferents nivells de participació de l'usuari, ja que quan algú llegeix ha de desxifrar què vol dir aquell text, ja que una paraula pot significar moltes coses, fent que el lector esculli un dels significats fent servir el context de la paraula, mentre que la televisió no requereix una activitat tan profunda per part de l'espectador. En definitiva, els conceptes de mitjans freds i càlids depenen del context i l'ús que li dona l'espectador al mitjà.
- Mitjà calent: Alta definició - Més informació - Menys participació.
- Mitjà fred: Baixa definició - Menys informació - Més participació.

#### Crítiques aUnderstanding media: the extensions of man
La definició i tractament que McLuhan utilitza per "mitjà" ha estat criticada per diversos teòrics, ja que la consideraven una idea massa simplista. Umberto Eco, per exemple, defensa que la idea que McLuhan presenta com a terme general de "mitjà" combina diferents canals, codis i missatges, confonent el vehicle, el codi intern i el contingut d'un missatge.

A Media Manifestos, Régis Debray també qüestiona la visió de McLuhan del mitjà adoptant una visió similar a la del filòsof italià Eco, McLuhan ofereix un enfocament reduccionista, Debray ho defensa d'aquesta manera:
La llista d'objeccions podria ser i s'ha allargat indefinidament: la tecnologia confusa mateixa amb el seu ús dels mitjans de comunicació fa dels mitjans de comunicació una força abstracta i indiferenciada i produeix la seva imatge en un imaginari "públic" per al consum massiu; la ingenuïtat màgica de les suposades causalitats converteix els mitjans en un "mana" captiva i contagiosa; el mil·lenarisme apocalíptic inventa la figura d'un Homo Massmediaticus sense vincles amb el context històric i social, etc.
El 1995, Wired va entrevistar Debray, el qual va declarar que veia McLuhan "més poeta que historiador, un mestre del collage intel·lectual més que un analista sistemàtic... McLuhan subratlla la tecnologia darrere del canvi cultural a costa de l'ús que els missatges i codis fan d'aquesta tecnologia".
El polític Dwight Macdonald també va criticar l'enfocament de McLuhan sobre la televisió, pel seu estil de "prosa aforista" i les contradiccions, exageracions, visions distorsionades de fets que no són fets i cròniques indeterminades que apareixen al seu llibre Understanding media.

Més tard, Brian Winston va publicar un llibre el 1986 anomenat Misunderstanding media, on parlava de la visió de McLuhan com una postura tecnològicament determinista. Raymond Williams i James W. Carey continuen aquest punt de contenció, afirmant:
El treball de McLuhan va ser una culminació particular d'una teoria estètica que es va convertir, negativament, en una teoria social […] És un determinisme tecnològic aparentment sofisticat que té l'efecte significatiu d'indicar un determinisme social i cultural […] si el mitjà, ja sigui imprès o televisiu, és la causa, de totes les altres causes, tot allò que els homes normalment veuen com la història es redueix als efectes. (Williams 1990, 126/7)
David Carr afirma que hi ha hagut una llarga llista "d'acadèmics que han fet una carrera per desconstruir l'esforç de McLuhan per definir l'ecosistema dels mitjans moderns", ja sigui pel que veuen com la ignorància de McLuhan cap al context sociohistòric o l'estil del seu argument.
Tot i que alguns crítics han tingut problemes amb l'estil d'escriptura i el mode d'argument de McLuhan, el mateix autor va instar als lectors a pensar en el seu treball com "sondes" o "mosaics" que ofereixen un enfocament d'eines per pensar sobre els mitjans de comunicació. El seu estil eclèctic d'escriptura també ha estat elogiat per la seva sensibilitat postmoderna i la seva idoneïtat per l'espai virtual.

## Publicacions
- 1951 The Mechanical Bride: Folklore of Industrial Man (1a Ed.: The Vanguard Press, NY 1951) (Gingko Press) ISBN 1-58423-050-9
- 1960 Report on Project in Understanding New Media National Association of Educational Broadcasters.
- 1960 Explorations in Communication, edited with Edmund Carpenter. (1a Ed: Beacon Press: Boston 1960)
- 1962 The Gutenberg Galaxy: The Making of Typographic Man (Routledge & Kegan Paul) ISBN 0-7100-1818-5 (traduït al català per Francesc Parcerisas, La galàxia Gutenberg. La formació de l'home tipogràfic, 1973, ISBN 84-297-0909-6)
- 1964 Understanding Media: The Extensions of Man (Gingko Press)ISBN 1-58423-073-8
- 1967 The Medium is the Massage (written with Quentin Fiore; produced by Jerome Agel) (Random House; 2000 reprint by Gingko) ISBN 1-58423-070-3
- 1967 Verbo-Voco-Visual Explorations (1st Ed: Something Else Press, NY 1967)
- 1968 War and Peace in the Global Village (design/layout by Quentin Fiore; produced by Jerome Agel) (2001 reprint by Gingko) ISBN 1-58423-074-6
- 1968 Through the Vanishing Point - space in poetry and painting (written with Harley Parker) (1st Ed.: Harper & Row, NY 1968)
- 1969 Counterblast (design/layout by Harley Parker) (1st Ed.: McClelland and Steward, Toronto 1969)
- 1970 Culture is Our Business (1st Ed.: McGraw Hill, NY 1970)
- 1970 From Cliché to Archetype With Wilfred Watson (1st Ed: Viking, NY 1970)
- 1970 Take Today: the Executive As Dropout With Barrington Nevitt. (1st Ed: Harcourt Brace Jovanovish, NY 1970)
- 1977 City As Classroom: Understanding Language and Media With Eric McLuhan (1st Ed: University of Toronto Press, Toronto 1977)
- 1988 Laws of Media: The New Science With Eric McLuhan (1st Ed: University of Toronto Press, Toronto 1988)
- 1989 The Global Village (with Bruce R. Powers) (Oxford University Press) ISBN 0-19-505444-X
- 2004 Understanding Me (edited by Stephanie McLuhan and David Staines),The MIT Press, ISBN 0-262-13442-X
- 2006 The Classical Trivium. Corte Madera: Gingko Press. ISBN 1-58423-067-3.

### Entrevistes publicades
- "Understanding Canada and Sundry Other Matters: Marshall McLuhan." Mademoiselle, gener 1967, pp. 114–115, 126-130.
- "Playboy Interview: Marshall McLuhan." Playboy, març 1969, pp. 26–27, 45, 55-56, 61, 63.
- "The Table Talk of Marshall McLuhan." by Peter C. Newman. Maclean's, juny 1971, pp. 42, 45.
- "An Interview With Marshall McLuhan: His Outrageous Views About Women." by Linda Sandler. Miss Chatelaine, setembre 3, 1974, pp. 58–59, 82-87, 90-91.
- "It Will Probab